# Juliusz Ulrych

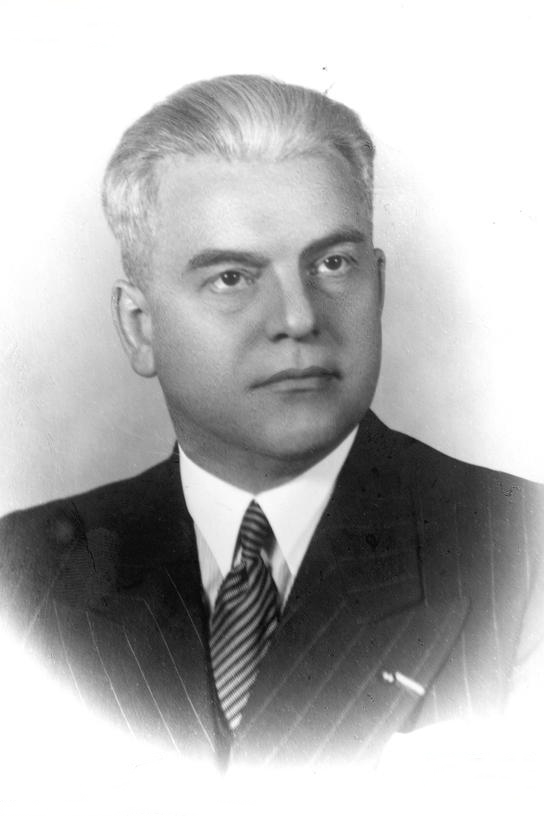
Juliusz Ulrych

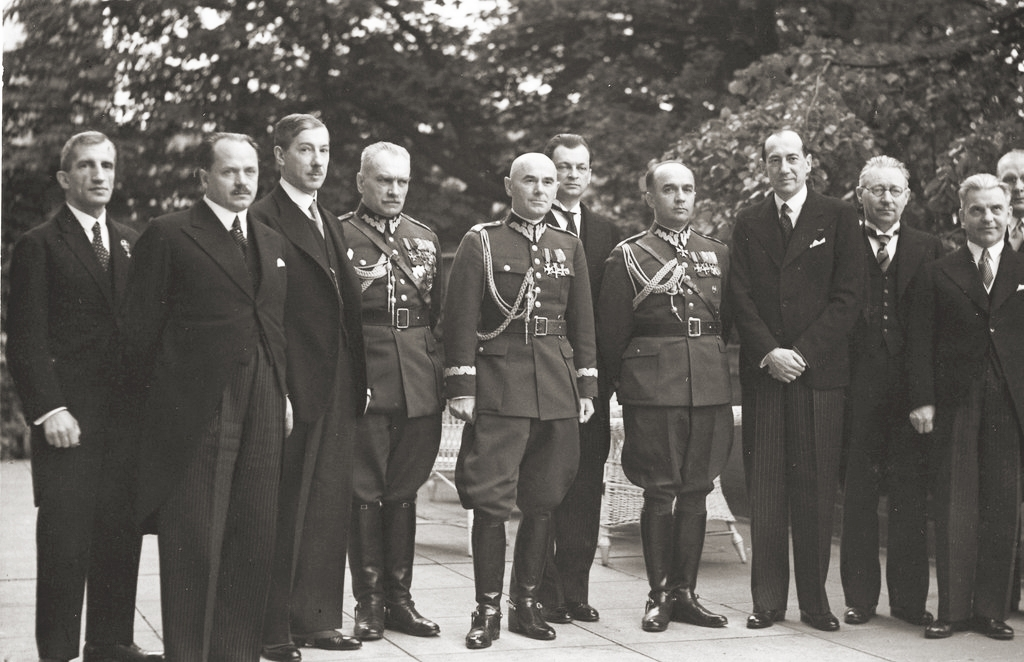
Rząd Felicjana Składkowskiego (1936), od lewej: Juliusz Poniatowski, Marian Zyndram-Kościałkowski, Eugeniusz Kwiatkowski, Felicjan Sławoj Składkowski, Edward Śmigły-Rydz, Witold Grabowski, Tadeusz Kasprzycki, Józef Beck, Wojciech Świętosławski, Juliusz Ulrych, Emil Kaliński

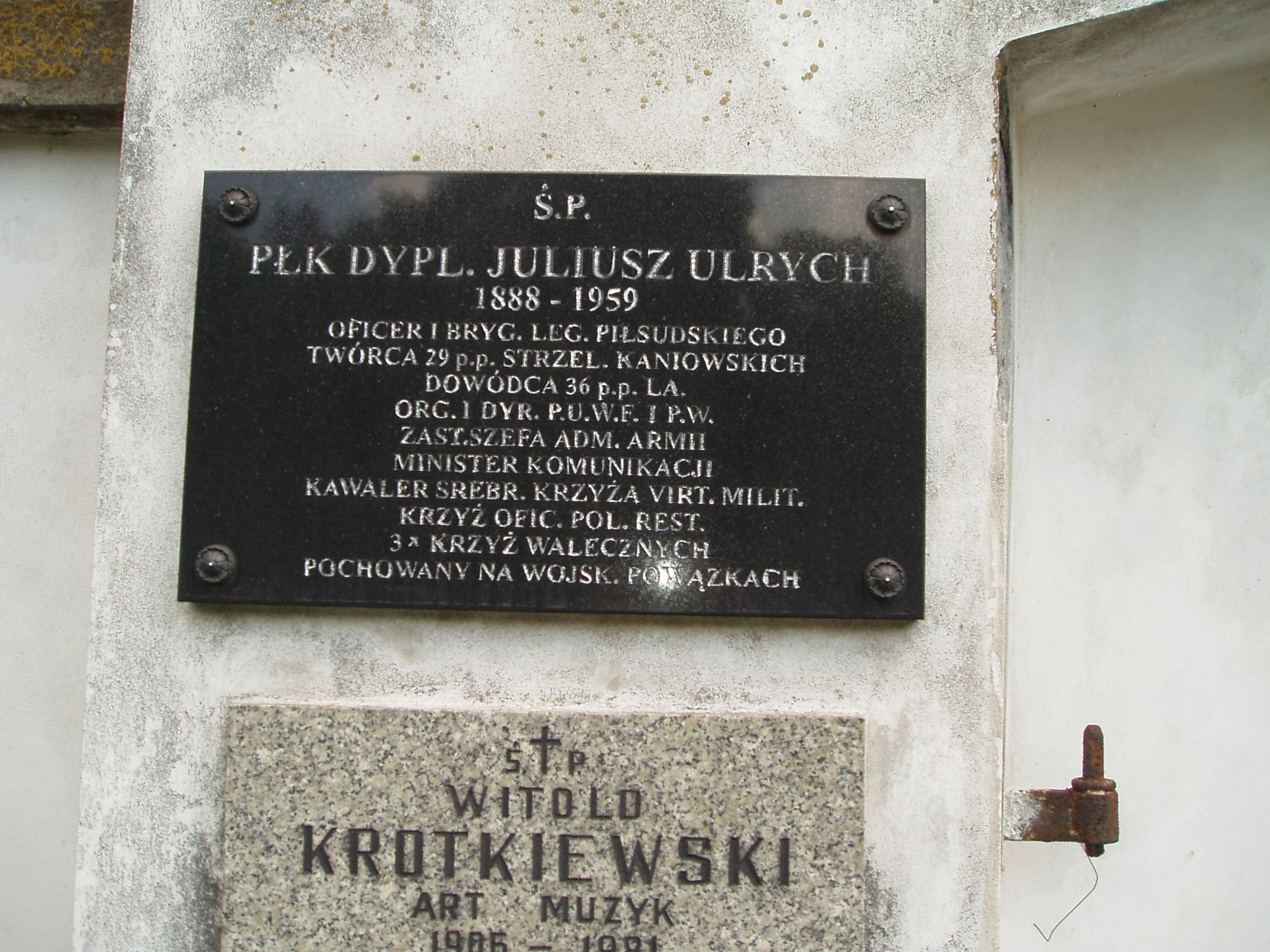
Tablica pamiątkowa na cmentarzu ewangelicko-augsburskim w Warszawie

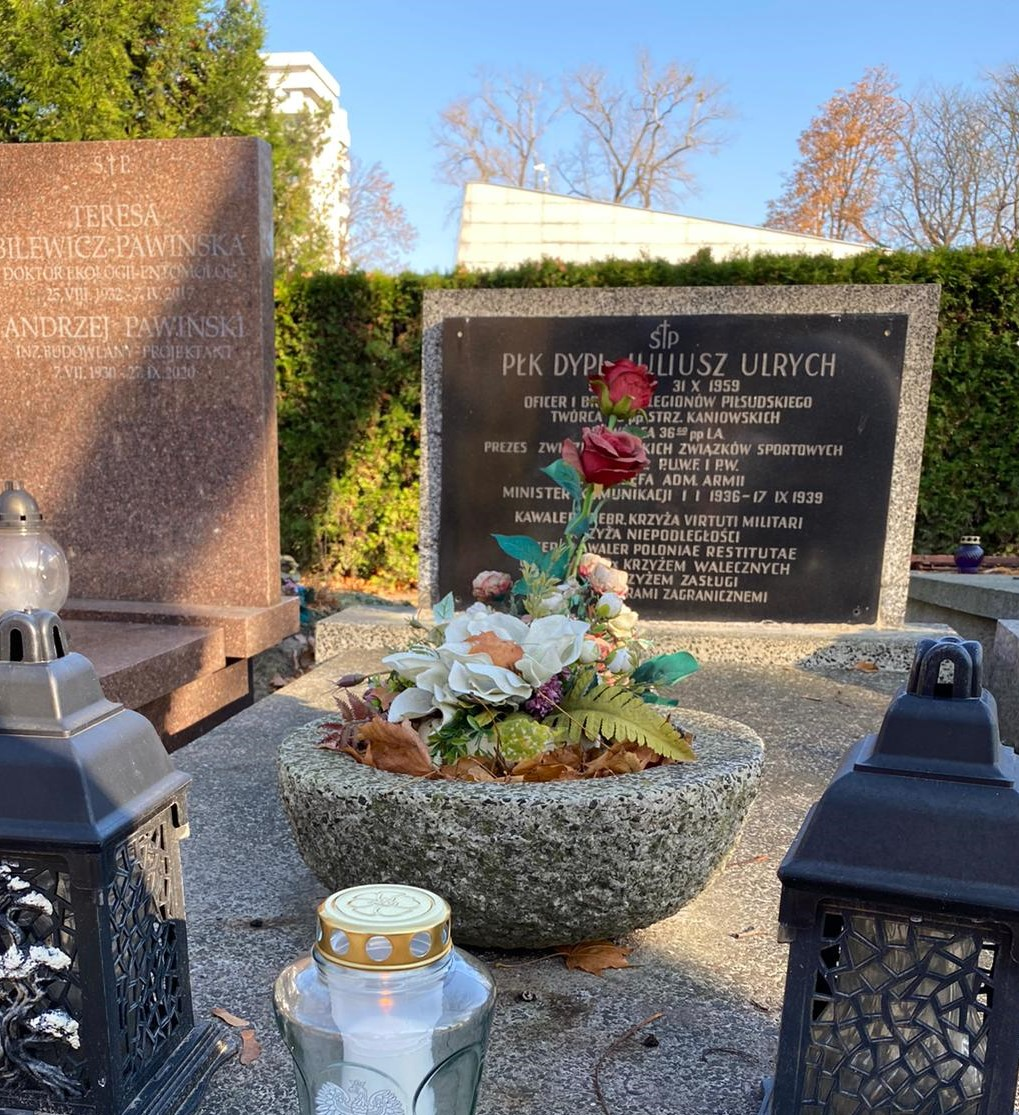
Grób Juliusza Ulrycha

Juliusz August Ulrych (ur. 9 kwietnia 1888 w Kaliszu, zm. 31 października 1959 w Londynie) – polski polityk, członek Polskiej Organizacji Wojskowej, piłsudczyk, pułkownik dyplomowany piechoty Wojska Polskiego, minister komunikacji (1935–1939), członek Komendy Naczelnej Związku Legionistów Polskich od 1936 roku.

## Życiorys

### Młodość
Ulrych pochodził z zamożnej luterańskiej rodziny kupieckiej o korzeniach niemieckich osiadłej od kilku pokoleń w Turku, Kaliszu i Stawiszynie. Był synem Emila i Berty ze Sztarków, młodszym bratem Aleksandra (1886–1945). Ojciec braci Ulrychów spoczywa w Turku, a matka w Stawiszynie, oboje na cmentarzach ewangelickich.
Ulrych uczęszczał do Miejskiego Gimnazjum Klasycznego w Kaliszu, a po strajku szkolnym w 1905 do polskiej średniej Szkoły Handlowej w Kaliszu, działając jednocześnie w Narodowym Związku Robotniczym i Organizacji Młodzieży Narodowej Szkół Średnich „Przyszłość”; zagrożony aresztowaniem przez Ochranę zmuszony był opuścić Królestwo Polskie i wyjechał z Kalisza do Krakowa, gdzie po złożeniu w 1908 egzaminu dojrzałości w Gimnazjum św. Anny w Krakowie studiował prawo na Uniwersytecie Jagiellońskim.

### Działalność niepodległościowa
Od wczesnej młodości działał niepodległościowych organizacjach młodzieżowych - najpierw w Związku Młodzieży Narodowej "Zet", później w Związku Polskiej Młodzieży Niepodległościowej "Zarzewie", a następnie w „Strzelcu”, agitując na rzecz tej organizacji wśród ludności Małopolski (wygłosił m.in. 22 lutego 1914 w Bibicach przemówienie „Europa się zbroi, a cóż Polacy czynić powinni”, przedrukowane później w prasie galicyjskiej).
Po wybuchu wojny w 1914 Ulrych uzyskał absolutorium na wydziale prawa i administracji i wstąpił do Legionów Polskich. Był oficerem 1 pułku piechoty. Został ranny w bitwie pod Krzywopłotami. W czasie kryzysu przysięgowego został internowany w Beniaminowie. W listopadzie 1918 kierował z ramienia Polskiej Organizacji Wojskowej akcją rozbrajania oddziałów niemieckich w zburzonym Kaliszu.

### Służba w Wojsku Polskim
W czasie wojny z Sowietami lat 1919–1921 zorganizował w Szczypiornie pod Kaliszem 29 pułk strzelców kaniowskich. Za zasługi dla kraju w tej wojnie otrzymał Order Virtuti Militari i trzykrotnie Krzyż Walecznych.
Do 2 listopada 1922 pełnił służbę na stanowisku szefa Sekcji III i pomocnika szefa Oddziału II Informacyjnego Sztabu Ministerstwa Spraw Wojskowych oraz zastępcy szefa Oddziału II Sztabu Generalnego. Za ten okres służby otrzymał pochwałę ówczesnego Ministra Spraw Wojskowych, gen. dyw. Kazimierza Sosnkowskiego, która została ogłoszona w Polsce Zbrojnej.
W latach 1922–1923 był słuchaczem Kursu Doszkolenia w Wyższej Szkole Wojennej w Warszawie. Z dniem 15 października 1923, po ukończeniu kursu i uzyskaniu tytułu naukowego oficera Sztabu Generalnego, otrzymał przydział do Departamentu VII Ministerstwa Spraw Wojskowych. Z dniem 1 lutego 1924 został przydzielony do Generalnego Inspektora Piechoty na stanowisko oficera sztabu. W tym samym roku został przydzielony do Departamentu I Piechoty Ministerstwa Spraw Wojskowych w Warszawie. Z dniem 1 września 1924 został przeniesiony na stanowisko szefa sztabu Korpusu Ochrony Pogranicza w Warszawie. 25 października 1926 roku został wyznaczony na stanowisko szefa Biura Komitetu Obrony Państwa przy Generalnym Inspektorze Sił Zbrojnych. 18 lutego 1927 roku, w porozumieniu z Ministrem Spraw Wewnętrznych i Ministrem Wyznań Religijnych i Oświecenia Publicznego, został mianowany dyrektorem Państwowego Urzędu Wychowania Fizycznego i Przysposobienia Wojskowego w Warszawie. Na tym stanowisku był jednym z promotorów utworzenia AWF w Warszawie. Funkcję tę sprawował do marca 1929. Następnie dowodził 36 pułkiem piechoty Legii Akademickiej w Warszawie. W styczniu 1931 wyznaczony został na stanowisko szefa Oddziału IV Sztabu Głównego WP. Później został mianowany zastępcą szefa Administracji Armii.

### Sprawa Józefa Wójcika
2 czerwca 1929, w przeddzień święta 36 pułku piechoty Legii Akademickiej, miała miejsce uroczysta akademia. Po zakończonej akademii poczty sztandarowe maszerowały z Uniwersytetu do koszar pułku. Przed koszarami, gdy orkiestra pułkowa zaintonowała marsz My, Pierwsza Brygada poczty sztandarowe czterech warszawskich wyższych zakładów naukowych „wyłamały się z szeregów i odeszły na bok”.
4 czerwca 1929 Polska Zbrojna opublikowała list pułkownika Ulrycha do Redakcji zatytułowany „O dobre współżycie młodzieży akademickiej z pułkiem”, będący odpowiedzią na artykuł opublikowany poprzedniego dnia w Gazecie Warszawskiej. Dowódca pułku ocenił zachowanie studentów, jako „pod każdym względem, a w zwłaszcza pod względem wojskowym krok, niemożliwy, wysoce obrażający pułk”. Zachowanie akademików potępił Związek Polskiej Młodzieży Demokratycznej Szkół Wyższych RP i zapowiedział wyciągnięcie wobec nich konsekwencji.
W odpowiedzi na ten list oficer rezerwy Józef Wójcik wysłał do niego osobisty list, w którym krytykował go, przywołując m.in. ofiary przewrotu majowego. Pułkownik Ulrych kazał odesłać ten list z adnotacją, że nie rozpatruje listów pisanych przez osoby chore umysłowo. Obrażony Józef Wójcik odpowiedział, że „Typ urzędniczyny wojskowego, który przehandlował 13 maja 1926 r. swój honor (o ile miał ten balast), nie jest w stanie nikogo obrazić, ani nie ma prawa obrażać się. Najlepiej nie prowokować społeczeństwa otwartymi listami, to nie wywoła się reakcji”.
Następnego dnia, o 6 rano do mieszkania Józefa Wójcika wtargnęli porucznicy 36 pp Wacław Cebrowski i Aleksander Nowaczyński. Chcieli go wypłazować szablami, ale zranili jedynie jego żonę, która stanęła w jego obronie. W jej obronie Józef Wójcik postrzelił jednego z napastników w rękę.
Po całym zdarzeniu obaj napastnicy twierdzili, że to nie był napad, lecz wizyta sekundantów, która miała na celu doręczenie wezwania na pojedynek. Wersję tę potwierdził pułkownik Juliusz Ulrych, mimo że przeczyły jej okoliczności sprawy (zgodnie z Kodeksem Boziewicza sekundanci nie powinni się zjawiać o tak wczesnej porze oraz nie mieli prawa być uzbrojeni). W efekcie to nie napastnicy, lecz Józef Wójcik został aresztowany i oskarżony o usiłowanie zabójstwa.
Józefa Wójcika bronili mecenasi Franciszek Paschalski i Stanisław Kijeński. Ten ostatni wnioskował o powołanie na świadków Stanisława Strońskiego, Mariana Zdziechowskiego, Tadeusza Dołęgę-Mostowicza oraz Wojciecha Trąmpczyńskiego. Były to znane publicznie osoby, które w podobnych okolicznościach zostały pobite przez sprawców, którzy pozostali niewykryci. W powszechnej opinii wiedziano, że sprawcami byli sanacyjni oficerowie. Mecenas Kijeński chciał więc udowodnić, że Józef Wójcik miał prawo obawiać się, że jest ofiarą tego typu napadu. Wniosek ten został jednak przez sąd odrzucony. Józef Wójcik został skazany przez na 3 miesiące więzienia za obrazę 36 pułku piechoty oraz na dwa lata więzienia za usiłowanie zabójstwa. Sąd Apelacyjny zmniejszył tę karę do roku więzienia, nie zmieniając jednak istoty orzeczenia – czyli ustalenia, że oskarżony nie działał w obronie koniecznej. Na etapie skargi kasacyjnej do obrońców Józefa Wójcika dołączył Aleksander Mogilnicki, były Prezes Sądu Najwyższego. Sprawę rozpoznawał skład pod przewodnictwem Emila Rappaporta. Na początku listopada 1930 r. odrzucił on wniosek kasacyjny w sprawie Józefa Wójcika.

### Kariera polityczna
Od 13 października 1935 do 30 września 1939 Ulrych był ministrem komunikacji w rządach Mariana Zyndrama-Kościałkowskiego i Felicjana Sławoja Składkowskiego. Jako taki był ostatnim w przedwojennej Polsce szefem Jana Nowaka-Jeziorańskiego, który go wspomina w swej książce Kurier z Warszawy (wydanie londyńskie).
Od 1938 do 1939 był posłem na Sejm V kadencji. W 1939 objął funkcję Szefa Komunikacji w Sztabie Naczelnego Wodza marszałka Edwarda Śmigłego-Rydza.

### Na wygnaniu
17 września 1939 udał się wraz z rodziną i całym rządem RP w obliczu sowieckiej inwazji i polskiej klęski do Rumunii. Tam z rodzinami innych ministrów rządu generała Składkowskiego został internowany w Băile Herculane, gdzie rodzina pozostała do obalenia rządu marszałka Antonescu w 1944, nie mając nawet możliwości wyjazdów do Bukaresztu. Po uzyskaniu zezwolenia na wyjazd z Rumunii Ulrychowie przedostali się przez Turcję na Cypr, stamtąd do Francji i na koniec do Anglii. Ulrych zgłosił się tam do służby czynnej w WP, ale zwolennicy polityki zmarłego generała Sikorskiego (na czele z Mikołajczykiem), którzy konsekwentnie odsuwali wszystkich piłsudczyków od władzy i wpływów, przydzielili mu tylko podrzędną posadę w administracji Rządu RP na Wygnaniu. Po wojnie Ulrych, pozbawiony polskiej emerytury, oszczędności bankowych pozostałych w Polsce, spadku po matce (zm. 1941), musiał się utrzymywać z pracy własnych rąk: najpierw należał do tzw. Silver Brigade – byłych polskich ministrów i wojskowych pucujących srebra w londyńskim hotelu Claridge’s, później pracował jako windziarz w domu towarowym Harrods. Około 1950 Ulrych otrzymał stanowisko konsultanta w brytyjskim War Office. Na emigracji pełnił funkcję wiceprzewodniczącego Rady Naczelnej Ligi Niepodległości Polski, politycznego skupienia piłsudczyków.
Zmarł 31 października 1959 w Londynie i tam został pochowany. W 1989 prochy przeniesiono do Warszawy i pochowano w kwaterze legionistów na Cmentarzu Wojskowym na Powązkach (kwatera A5-6-33). Jednocześnie uczczono jego pamięć tablicą pamiątkową na murze cmentarza ewangelickiego w Warszawie.

## Życie prywatne
Od 1920 Ulrych był żonaty ze swą kuzynką Eugenią („Inez”) ze Sztarków (2. voto Czyhiryn), szwagierką wojewody Artura Maruszewskiego. Dwoje dzieci z tego związku zmarło wcześnie. Córka Krystyna zmarła 7 września 1924 roku przeżywszy rok i sześć miesięcy. Małżeństwo skończyło się rozwodem.
Druga żona Zofia Krystyna z domu Wilke (zm. 2005 w wieku 99 lat) i synowie z tego związku osiedlili się w Kanadzie. Z synów Tadeusz Jan (ur. 9 sierpnia 1935 w Warszawie) został profesorem geofizyki na University of British Columbia w Vancouver, a Andrzej Juliusz (ur. 20 maja 1934 w Warszawie), był właścicielem sieci restauracji „Andre’s” w USA.

## Awanse
- porucznik – 1 lipca 1915
- kapitan – zatwierdzony 1 stycznia 1920 i przydzielony do 29 pułku Strzelców Kaniowskich[23]
- major – zweryfikowany w 1922 ze starszeństwem z dniem 1 czerwca 1919
- podpułkownik – 31 marca 1924 ze starszeństwem z dniem 1 lipca 1923 i 65. lokatą w korpusie oficerów piechoty
- pułkownik – 1 stycznia 1929 ze starszeństwem z dniem 1 stycznia 1929 i 10. lokatą w korpusie oficerów piechoty

## Ordery i odznaczenia
- Krzyż Srebrny Orderu Wojskowego Virtuti Militari nr 2173 (1922)[24]
- Krzyż Niepodległości (20 stycznia 1931)[25]
- Krzyż Oficerski Orderu Odrodzenia Polski (2 maja 1922)[26][27]
- Krzyż Walecznych (czterokrotnie: w tym dwukrotnie za działalność w POW – 1922)[28]
- Złoty Krzyż Zasługi (dwukrotnie: 19 października 1926[29], 10 listopada 1928[30])
- Odznaka Pamiątkowa Generalnego Inspektora Sił Zbrojnych (12 maja 1936)
- Odznaka za Rany i Kontuzje[31]
- Odznaka „Za wierną służbę”[31]
- Wielka Wstęga Orderu Korony Jugosłowiańskiej (Jugosławia, 1937)[32]
- Wielki Oficer Orderu Legii Honorowej (Francja, 1933)[33]
- Krzyż Komandorski Orderu Krzyża Orła (Estonia, 1933)[34]
- Krzyż Komandorski Orderu Gwiazdy Rumunii (Rumunia, 1932)[35]